# Ernst Wandfluh
Ernst Wandfluh, né le 25 novembre 1976, est une personnalité politique suisse, membre de l'Union démocratique du centre (UDC).
Il siège au Conseil national pour le canton de Berne depuis octobre 2023.

## Biographie
Ernst Wandfluh naît le 25 novembre 1976.
Il est paysan de montagne et a le grade de premier-lieutenant au sein de l'Armée suisse.
Marié est père de deux enfants, il habite à Kandergrund.

## Parcours politique
Il siège au Grand Conseil du canton de Berne du 1er juin 2018 au 31 octobre 2023.
Il est élu député du canton de Berne au Conseil national en octobre 2023.